# Corrigin
Corrigin è una città della regione del Wheatbelt, in Australia Occidentale; essa si trova 230 chilometri ad est di Perth ed è la sede della Contea di Corrigin. Al censimento effettuato nel 2006 la città contava 903 abitanti.

## Storia
Le prime notizie su di un insediamento chiamato Corrigin sono datate al 1877, col nome che deriva da una parola di origine aborigena dal significato oggi sconosciuto. L'insediamento venne raggiunto dalla ferrovia nei primi anni del XX secolo, ma quando venne deciso di costruire la stazione ferroviaria la città venne chiamata Dondakin, a causa della notevole somiglianza del nome Corrigin con quello di un'altra stazione preesistente chiamata Korrijinn. Tuttavia in seguito alle proteste della popolazione Korrijinn mutò il suo nome in Bickey e Dondakin ottenne il suo nome originario di Corrigin.

## Economia
L'economia di Corrigin si basa principalmente sull'agricoltura, anche se la città cerca di aprirsi anche al turismo. Poco distante dal centro cittadino si trova il Corrigin Dog Cemetery, un cimitero dedicato ai cani aperto nel 1974.
Corrigin è nota anche per un evento legato ai cani, il cosiddetto Dog in a ute: il record mondiale certificato dal Guinness dei primati per il maggior numero di cani su pick-up in contemporanea (1527, ottenuto il 13 aprile 2002), un record che si sono contesi nell'arco degli anni la città di Corrigin con St Arnaud, nello Stato di Victoria.